# Joannes van Keulen
De heilige Jo(h)annes van Keulen, ook wel Jo(h)annes of Jan van Hoornaert genoemd, (? keurvorstendom Keulen - Brielle, 9 juli 1572) was een van de negentien martelaren van Gorcum.
Joannes was lid van de orde der Dominicanen en pastoor in Hoornaar (vandaar ook "van Hoornaer(t)").
Toen Joannes weet kreeg van de aanhouding van een aantal katholieken in Gorcum, ging hij hen bezoeken en smokkelde de eucharistie mee binnen, maar hij werd ontmaskerd. Joannes werd samen met achttien anderen, door de calvinisten onder leiding van Willem II van der Marck Lumey op 5 juli 1572 omgebracht (verbrand, geslagen, gehangen en verminkt) wegens papisme.
Samen met de achttien andere Martelaren van Gorcum, werd hij op 24 november 1675 door paus Clemens X zalig en vervolgens op 29 juni 1867 door paus Pius IX heilig verklaard. Hun feestdag is 9 juli.